# Ricky Sings Again
| Recensione                        | Giudizio |
| --------------------------------- | -------- |
| AllMusic                          | [ 1 ]    |
| The New Rolling Stone Album Guide | [ 2 ]    |

Ricky Sings Again è il terzo album discografico di Ricky Nelson, pubblicato dall'etichetta discografica Imperial Records nel gennaio del 1959.
L'album raggiunse la quattordicesima posizione nella classifica statunitense The Billboard 200.
Alcuni brani presenti nell'album sono stati pubblicati come singoli, entrati in classifica: Believe What You Say (sesto posto nella classifica Rhythm and Blues Singles), Never Be Anyone Else But You (sesta posizione nella chart The Billboard Hot 100), Lonesome Town (settimo posto nella chart The Billboard Hot 100 e quindicesimo posto nella classifica Rhythm and Blues Singles), It's Late (nona posizione in The Billboard Hot 100 ed al trentesimo posto nella classifica Rhythm and Blues Singles), Old Enough to Love (novantaquattresimo posto in The Billboard Hot 100).

## Tracce
Lato A
1. It's Late – 1:57 (Dorsey Burnette) – Registrato il 21 ottobre 1958 al Master Recorders di Hollywood, California
2. One of These Mornings – 1:50 (Dorsey Burnette) – Registrato il 21 ottobre 1958 al Master Recorders di Hollywood, California
3. Believe What You Say – 2:04 (Dorsey Burnette, Johnny Burnette) – Registrato il 17 febbraio 1958 al Master Recorders di Hollywood, California
4. Lonesome Town – 2:15 (Baker Knight) – Registrato il 21 agosto 1958 al Master Recorders di Hollywood, California
5. Tryin' to Get to You – 2:14 (Charles Singleton, Rose Marie McCoy) – Registrato il 13 novembre 1958 al Master Recorders di Hollywood, California
6. Be True to Me – 2:25 (James Kirkland, Nat Stuckey) – Registrato il 13 novembre 1958 al Master Recorders di Hollywood, California

Lato B
1. Old Enough to Love – 2:16 (Al Jones, Bill Jones, Merle Kilgore) – Registrato il 13 novembre 1958 al Master Recorders di Hollywood, California
2. Never Be Anyone Else But You – 2:15 (Baker Knight) – Registrato il 24 novembre 1958 al Master Recorders di Hollywood, California
3. I Can't Help It – 2:16 (Hank Williams) – Registrato il 25 novembre 1958 al Master Recorders di Hollywood, California
4. You Tear Me Up – 2:20 (Baker Knight) – Registrato il 24 novembre 1958 al Master Recorders di Hollywood, California
5. It's All in the Game – 1:58 (Carl Sigman, Charles Dawes) – Registrato il 2 settembre 1958 al Master Recorders di Hollywood, California
6. Restless Kid – 1:56 (Johnny Cash) – Registrato il 24 novembre 1958 al Master Recorders di Hollywood, California

## Musicisti
It's Late / One of These Mornings
- Ricky Nelson - voce, chitarra ritmica
- James Burton - chitarra solista
- Gene Garff - pianoforte
- James Kirkland - contrabbasso
- Richie Frost - batteria
- The Jordanaires (gruppo vocale) - accompagnamento vocale, cori (registrato in sovraincisione in seguito)
- Jimmie Haskell - arrangiamenti, produttore

Believe What You Say
- Ricky Nelson - voce, chitarra ritmica
- James Burton - chitarra solista
- Gene Garff - pianoforte
- James Kirkland - contrabbasso
- Richie Frost - batteria
- Jimmie Haskell - produttore

A Lonesome Town
- Ricky Nelson - voce
- James Burton - chitarra
- Gene Garff - pianoforte
- James Kirkland - contrabbasso
- Richie Frost - batteria
- The Jordanaires (gruppo vocale) - accompagnamento vocale, cori
- Jimmie Haskell - arrangiamenti, produttore

Tryin' to Get to You / Be True to Me / Old Enough to Love
- Ricky Nelson - voce, chitarra ritmica
- James Burton - chitarra solista
- Gene Garff - pianoforte
- James Kirkland - contrabbasso
- Richie Frost - batteria
- The Jordanaires (gruppo vocale) - accompagnamento vocale, cori (registrato in sovraincisione il 1º dicembre 1958)
- Jimmie Haskell - arrangiamenti, produttore

Never Be Anyone Else But You / I Can't Help It / You Tear Me Up / Restless Kid
- Ricky Nelson - voce, chitarra ritmica
- James Burton - chitarra solista
- Gene Garff - pianoforte
- James Kirkland - contrabbasso
- Richie Frost - batteria
- The Jordanaires (gruppo vocale) - accompagnamento vocale, cori
- Jimmie Haskell - arrangiamenti, produttore

It's All in the Game
- Ricky Nelson - voce
- Howard Roberts - chitarra
- Billy Strange - chitarra
- Gene Garff - pianoforte
- George DeNaut - contrabbasso
- Earl Palmer - batteria
- The Jack Halloran Singers (gruppo vocale) - accompagnamento vocale, cori
- Jimmie Haskell - arrangiamenti, produttore